# ISPF
대화식 시스템 생산성 향상 기능(Interactive System Productivity Facility, ISPF)은 IBM 메인프레임에서 실행되는 z/OS 운영 체제를 위한 소프트웨어 제품이다. SPFPC를 포함하여 1980년대 말에 상용화되어 팔리기 시작한 일부 마이크로컴퓨터 편집기를 통해 에뮬레이트되었던 사용자 인터페이스인 화면 편집기를 포함한다.
ISPF는 주로 패널 집합의 IBM 3270 터미널 인터페이스를 제공한다. 각 패널은 시분할 옵션(TSO) 기반의 도구를 실행할 수 있는 메뉴와 대화 상자를 포함할 수 있다. 일반적으로 이러한 패널들은 작업을 하기 편안한 인터페이스를 제공할 뿐이며 이들 중 대부분이 IBM 메인프레임 유틸리티 프로그램의 모듈을 실행하여 실제 일을 한다. ISPF는 ISPF/PDF라는 프로그램 개발 기능(Program Development Facility)을 통해 z/OS 데이터셋을 조작하는데 자주 사용된다.
ISPF는 사용자에 의한 확장이 가능하고 API로 사용된다. 수많은 벤더들은 ISPF 인터페이스를 사용하는 z/OS용 제품을 만들고 있다.
초기 버전은 SPF라 불렸으며 1974년 MVS 시스템에 도입되었다. 구조적 프로그래밍 개념과 거의 동시에 도입되었기 때문에 구조적 프로그래밍 향상 기능(Structured Programming Facility)으로 불렸으나 나중에 시스템 생산성 향상 기능(System Productivity Facility)으로 변경되었다. 1985년 IBM은 ISPF/PDF를 VM/SP 운영 체제로 이식하였으며, 여기서 편집기로 PDF나 XEDIT를 사용할 수 있게 되었다.
ISPF는 z/OS 배치 작업으로 구동할 수 있다.

## 같이 보기
- 시분할 선택 기능